# Mansfield (Connecticut)
Mansfield es un pueblo ubicado en el condado de Tolland en el estado estadounidense de Connecticut. En el año 2005 tenía una población de 24,558 habitantes y una densidad poblacional de 213 personas por km².

## Geografía
Mansfield se encuentra ubicada en las coordenadas 41°47′18″N 72°13′44″O / 41.78833, -72.22889.

## Demografía
Según la Oficina del Censo en 2000 los ingresos medios por hogar en la localidad eran de $48,888, y los ingresos medios por familia eran $69,661. Los hombres tenían unos ingresos medios de $42,154 frente a los $32,292 para las mujeres. La renta per cápita para la localidad era de $18,094. Alrededor del 14.2% de la población estaban por debajo del umbral de pobreza.